# La Feria Chapultepec Mágico
Koordinaten: 19° 24′ 59″ N, 99° 11′ 44″ W
La Feria Chapultepec Mágico ist ein Freizeitpark in Mexiko-Stadt ( Mexiko), der 1964 als Juegos Mecánicos de Chapultepec eröffnet und durch die mexikanische Regierung betrieben wurde. 1992 wurde Park durch Grupo Mágico Internacional übernommen und in La Feria Chapultepec Mágico umbenannt. 2015 wurde der Park durch Ventura Entertainment übernommen.
Am 28. September 2019 kam es zu einem Unfall auf der Achterbahn Quimera, bei dem der letzte Wagen eines Zuges in der Höhe von 10 m entgleist und es fünf Verletzte und zwei Tote gab. Auf Grund dieses Vorfalls wurde dem Park die Betriebserlaubnis entzogen und der Park schloss am 13. Oktober 2019.

## Achterbahnen
| Name             | Typ                                 | Hersteller                        | Eröffnung        | Schließung       |
| ---------------- | ----------------------------------- | --------------------------------- | ---------------- | ---------------- |
| Cascabel 2.0     | Shuttle Coaster, Launched Coaster   | Schwarzkopf                       | 1994             | 2019             |
| Dragon           | Powered Coaster, Familienachterbahn | Zamperla                          | unbekannt        | 2006 oder früher |
| Montaña Rusa     | Möbius-Achterbahn, Holzachterbahn   | National Amusement Device Company | 1964             | 2019             |
| Quimera          | Stahlachterbahn mit Inversionen     | Schwarzkopf                       | 2007             | 2019             |
| Ratón Loco       | Wilde Maus                          | Allan Herschell Company           | 1964             | 1992             |
| Ratón Loco       | Wilde Maus, Spinning Coaster        | Reverchon                         | 1999             | 2019             |
| Tornado          | Stahlachterbahn ohne Inversion      | Schwarzkopf                       | 1993             | 2001             |
| unbekannter Name | Kinderachterbahn                    | Bradley and Kaye                  | 1948 oder früher | unbekannt        |